# Der große Regen
Der große Regen (Originaltitel: The Rains of Ranchipur) ist ein US-amerikanischer romantischer Abenteuerfilm von Regisseur Jean Negulesco aus dem Jahr 1955 mit Lana Turner, Richard Burton, Fred MacMurray und Joan Caulfield in den Hauptrollen. Der Film wurde von der Twentieth Century Fox produziert nach dem Roman The rains came von Louis Bromfield, der bereits 1939 unter dem Titel Nacht über Indien mit Myrna Loy verfilmt wurde.

## Handlung
Lady Edwina und Lord Albert Esketh besteigen gemeinsam den Zug nach Ranchipur, sind aber in verschiedenen Abteilen einquartiert. Lord Esketh ist ein Pferdenarr und will gerne den preisgekrönten Hengst der Maharani in seinen Besitz bringen. Geld spielt dabei keine Rolle, denn seine Frau hat ein riesiges Vermögen mit in die Ehe gebracht, Lord Esketh dagegen nur seinen Titel und sein attraktives Äußeres. Als er das Abteil seiner Frau aufsucht, bemüht er sich, seine Gattin mit Charme und Nostalgie zu amüsieren, doch die etwas angestrengte Konversation gerät schnell außer Kontrolle, als klar wird, dass die beiden grundverschiedene Reiseziele anstreben: er London, sie Paris und die Riviera, um einen Oberst dort wiederzutreffen, den sie in der letzten Saison dort kennenlernte. Die Fassade bröckelt, als sie darauf besteht, dass der Lord sie an die Riviera begleiten soll. Eine tiefere Ehekrise nimmt damit Konturen an. Sie hat die Macht, das Geld und damit das Sagen und das lässt sie den Lord jede Sekunde spüren. Dieser verachtet seine Frau für ihren übergroßen Egoismus und ihre Kaltherzigkeit und spricht es zum ersten Mal auch deutlich aus. Die Ehe von Lady Edwina und Lord Albert Esketh ist nicht mehr als ein fades, abgeschmacktes Arrangement.
Als der Zug am nächsten Tag schließlich am Bahnhof in Ranchipur eintrifft, werden sie dort von Mr. Adoani, einem engen Freund der Maharani, in Empfang genommen und zum Palast geleitet. Dort treffen sie mit der Hoheit des Palastes zusammen und werden herzlich und fürstlich empfangen. In Ranchipur sehnt man derweil die Regenperiode herbei. Hitze und Dürre halten das Land in Atem. Am darauf folgenden Tag inspiziert man gemeinsam die hoheitlichen Stallungen und begutachtet mit Bewunderung die erlesene Pferdezucht der Maharani. Ihr den preisgekrönten Hengst abzukaufen wird ein teures Unterfangen, da sich die Hoheit noch ziert, um den Preis hochzutreiben. Plötzlich erscheint ein neuer Gast auf der Bildfläche, es ist ein alter Bekannter, der Lady Edwina stürmisch begrüßt, umarmt und küsst. Der Mann stellt sich als Tom Ransome vor, ein Freund von Edwina aus Jugendzeiten. Am Abend findet zu Ehren der Gäste Lady Edwina und Lord Albert Esketh ein festliches Dinner im Palast statt, zu dem auch Dr. Major Rama Safti und die attraktive angehende Lehrerin Fern Simon geladen sind. Nach eindringlicher Bitte ihrer Mutter sucht Fern Simon den begüterten Ingenieur Tom Ransome auf, der auch dafür berüchtigt ist, dem Alkohol nicht abgeneigt zu sein, um ihn zu fragen, ob er sie auf das Dinner der Maharani begleiten würde, dieser willigt ein, findet er doch Gefallen an der jungen offenherzigen Amerikanerin.
Als das abendliche Dinner pünktlich mit den Gästen beginnt, verspätet sich der gut aussehende Dr. Major Rama Safti etwas wegen der verzögerten Geburt eines Kindes. Es werden freundlich Etikette mit den britischen Neuankömmlingen ausgetauscht und man begibt sich in den Festsaal, um einer orientalischen Tanzdarbietung beizuwohnen. Während Lady Edwina Dr. Rama Safti mit ihren Blicken deutliche Avancen macht, treffen sich Fern Simon und Tom Ransome auf der Gartenterrasse des Palastes. Fern bittet Tom Ransome unverblümt, ihr tausend Dollar zu leihen, damit sie ihr Studium und ihr Examen weiterführen kann; als Lehrerin will sie ihm später das Geld zurückzahlen. Tom, der sich wegen seines eigenen schlechten Rufs um den noch unbescholtenen Ruf der jungen Dame sorgt, denn Ranchipur ist wie ein Dorf, muss freundlich ablehnen, verspricht aber, ihr auf anderem Wege bei ihrem Studium zu helfen. Edwina lässt sich von Dr. Major Rama Safti die kostbare Bildergalerie der Maharani zeigen. Wegen den Liebesgemälden kreist das Gespräch bald um unerwiderte und unerfüllte Liebe. Die beiden führen bald eindeutig zweideutige Konversation über das Thema Liebe und die Eroberung des anderen Geschlechts, doch trotz deutlichster Signale erwidert Dr. Safti am Ende den Flirt der verheirateten Lady nicht, er will sich nicht zum Spielzeug ihrer Einsamkeit machen lassen. Nach dem Dinner bittet die Maharani Lady Edwina noch auf ein Wort zu bleiben. Als sie unter vier Augen sind, warnt die Hoheit die Lady, Dr. Safti in Ruhe zu lassen. Der rücksichtslose Ruf ist der Femme Fatale vorausgeeilt und Dr. Major Rama Safti wurde von der Maharani als Kind adoptiert, als seine Eltern – Unberührbare – bei einer Choleraepidemie ums Leben kamen. Sie liebt ihn wie einen eigenen Sohn und da er in Herzensdingen unerfahren ist, will sie ihn vor Edwina beschützen, da er von der Hoheit auch als Freiheitskämpfer noch für Ranchipur und auch für das Land Indien dringend gebraucht wird.
Ein Tiger hat in der Nähe von Ranchipur zwei Menschen gerissen und obwohl Dr. Major Rama Safti die Jagd verabscheut, begibt man sich auf Safari, sieht man doch ein das notwendige Übel vor Ort zu beseitigen. Lady Edwina und Lord Albert Esketh begleiten ihn auf die Jagd. Abends stellt der Lord Edwina zur Rede, da ihm ihre Absichten und ihre Avancen dem Dr. gegenüber natürlich nicht verborgen geblieben sind, mit einem letzten Rest Selbstachtung droht er, sich scheiden zu lassen und nach England zurückzukehren. Lady Edwina lässt die Szene ihres Mannes kalt, da sie diese Anwandlungen bereits kennt und Lord Albert am Ende stets reumütig zu ihr zurückkam. Als sie mit Dr. Safti zu Abend speist ist sie nervös und lenkt das Gespräch auf den Streit, den sie mit ihrem Mann gehabt hat. Sie gesteht ihm ihre Einsamkeit, doch der Doktor will sich nicht als Liebhaber vereinnahmen lassen und schickt sie in ihr Zelt. Auf dem Weg nach draußen stolpert sie fast über eine Königskobra, die sich drohend aufrichtet. Dr. Safti hört ihren Angstschrei, rennt nach draußen und verscheucht die Schlange mit einer brennenden Fackel. Als sich das Entsetzen und die Anspannung löst, fällt Edwina dem Doktor weinend in die Arme, dieser streichelt ihr Haar, sie umarmt ihn, er küsst sie.
Am nächsten Tag geht es auf Tigerjagd. Viele hunderte Helfer scheuchen den Tiger schließlich aus dem Unterholz auf, dieser rennt genau vor den Elefanten auf dem sich Lord Albert Esketh mit dem Gewehr im Anschlag befindet. Der Lord schießt und trifft den Tiger, dann steigt er ab, um sich davon zu überzeugen, dass das Raubtier auch tödlich getroffen ist, doch der Tiger ist nur verwundet und stürzt sich auf den Lord. Dr. Safti greift selbst mit dem Gewehr ein und tötet den Tiger mit einem gezielten Schuss, in diesem Moment ergießt sich befreiend und gewitterartig der Regen über das Land, doch der Lord ist schwer verwundet und wird zurück ins Lager transportiert, wo Edwina die Nachricht erhält. Sie stürzt sofort an die Seite ihres schwer verletzten Mannes. Der Doktor verarztet den Lord schließlich im Palast und rettet ihm damit das Leben, die Wunden sollen in acht bis zehn Tagen heilen, dann soll der Lord nach England zurückkehren. Lord Albert Esketh hält den Doktor nicht nur wegen seiner Lebensrettung für einen Mann von Format und stellt ihn zur Rede, ob er seine Frau liebt. Der Doktor bejaht diese Frage, um den Doktor vor seiner Frau zu schützen, will er Edwina mit nach England nehmen, doch Edwina will dem Wunsch ihres Gatten nicht folgen und lieber in Ranchipur bleiben. Der Doktor kommt daraufhin zu seinem Patienten nur noch als Arzt.
Während sich Edwina und der Doktor gegenseitig ihre Liebe gestehen, schleicht sich Fern Simon in Tom Ransomes Haus, weil sie von zu Hause ausreißen will. Tom der eigentlich ein verbitterter Idealist ist und daher trinkt, hält allerdings nicht mehr viel vom Fortlaufen und auch Fern erkennt bald, dass Fortlaufen vor Problemen keine Lösung ist. Tom bringt Fern zu ihrer Mutter zurück, bevor diesen ihren Abschiedsbrief auf dem Bett vorfindet. Derweil sucht die Maharani den Doktor im Krankenhaus bei seinen Patienten auf um sich mit ihm auszusprechen. Sie fordert von ihm Standhaftigkeit gegenüber Edwina ein. Der Doktor ist hinundhergerissen zwischen der neuen Liebe und der Treue und der Loyalität gegenüber seiner Ziehmutter. Als Edwina auf einem Fest von Mr. Adoani erscheint, ist sie bereits von der Maharani zur unerwünschten Person erklärt worden, die Ranchipur verlassen soll. Der Doktor hört davon und will Edwina solange in der Mission bei den Smileys unterbringen, solange er seine medizinische Nachfolge in Ranchipur regelt. Tom, der auch auf dem Fest ist, stellt Edwina zur Rede ist nicht begeistert darüber, dass sie den Doktor für sich einnehmen will. Gerade als der Doktor und Tom darüber in Streit geraten, beginnt das Erdbeben, erst noch verhalten, trotzdem verlassen der Doktor und der Polizist Rashid Ali Khan das Fest, um nach den Patienten und der Infrastruktur zu sehen. Kaum dass sie mit dem Wagen fortgefahren sind, erleidet Edwina einen Nervenzusammenbruch und das Erdbeben entfaltet mit voller Wucht seine zerstörerische Kraft.
Das verheerende Erdbeben lässt Gebäude einstürzen und Erdspalten entstehen, die ganze Menschengruppen verschlingen. Ranchipur wird schwer beschädigt, als dann auch noch der nahegelegene Damm bricht, und die angestauten Regenmengen der vergangenen Tage ins Tal niederstürzen, kommt es zu einer massiven Überflutung. Die Katastrophe ist perfekt. Eine große Brücke wird weggerissen und viele Menschen sterben in den reißenden Fluten. Der Doktor kann einen Jungen gerade noch retten, auch der Polizist überlebt das Inferno und man rettet sich gemeinsam ans andere Ufer. Ranchipur wird von den Wassermassen umschlossen und verwandelt das Tal bald in eine große Seenlandschaft.
Tom, der die angeschlagene Edwina zu sich nach Hause gebracht hat, nachdem Mr. Adoani ihr das Asyl verweigert hat, ist um ihren Gesundheitszustand besorgt, immerhin ist das Wasser trotz des anhaltenden Regens nicht noch weiter gestiegen. Ein kleines Boot legt plötzlich am Haus an, es ist Fern Simon, die das Unglück überlebt hat und sich um Tom sorgt. Der ist verblüfft, dass sich das Mädchen seinetwegen in Lebensgefahr begeben hat. Tom beschließt erst Edwina und dann Fern in die höher gelegene Mission am anderen Ende des Tales zu Mrs. Smiley zu bringen, nachdem er Fern Simon versprechen muss Ranchipur nicht zu verlassen. Edwina, die bei Mrs. Smiley ausharrt und mit hohem Fieber zu kämpfen hat, ist verstört, dass der Doktor sie nicht besucht, doch der hat alle Hände voll zu tun, sich um die Verletzten und die Kranken zu kümmern. Mittlerweile sind Seuchen ausgebrochen und die Patientenversorgung vor Ort ist katastrophal. Auch Lord Albert Esketh hat die Naturkatastrophe überlebt und bittet den Doktor in einem notdürftig hergerichteten Lazarett, dass er sich um Edwina kümmern möge, auch er kommt zu der Erkenntnis, dass er Edwina liebt und sie nicht verlieren möchte, doch alles Flehen und Drängen nützt nichts, der Doktor kann Hunderte von Patienten wegen Edwina nicht einfach im Stich lassen, auch auf die Gefahr hin sie an den Tod zu verlieren. Er tut dass, was seine Ärzte- und Menschenpflicht ihm vorschreibt.
Tom erkennt als Ingenieur die verzweifelte Lage des Ortes und fasst sich schließlich ein Herz, zuerst muss das Wasser weg! So nimmt er eine Ladung Dynamit und sprengt verschiedene Trümmerberge, die das Wasser in Ranchipur stauen und nicht abfließen lassen. Für Fern ist Tom ein Held. Als sich Edwinas Zustand wieder gebessert hat und auch die Brücke notdürftig wieder repariert ist, kommt der Doktor zu Besuch. Als Edwina erkennt, dass er trotz ihres ernsten Zustandes ihr die anderen Patienten vorgezogen hat, ist sie ernüchtert, als sie den Enthusiasmus in seiner Stimme erkennt, als er über die Chance zum Neuaufbau von Ranchipur spricht, lässt es sie fast verzweifeln. Am nächsten Tag kehrt sie dann bei der Maharani ein, sie hat für sich eine Entscheidung getroffen und erklärt, dass sie Ranchipur nun verlassen wird, ohne den Doktor. Vielleicht ihre erste selbstlose Handlung, ihm zuLiebe. Seine besten Wünsche begleiten sie dann zum Abschied und gemeinsam mit ihrem fast genesenen Gatten, verlässt sie Ranchipur.

## Deutsche Synchronisation
Die Angaben zur deutschen Synchronfassung entstammen der deutschen Synchronkartei.
| Rolle                | Darsteller     | Synchronsprecher |
| -------------------- | -------------- | ---------------- |
| Lady Edwina Esketh   | Lana Turner    | Marianne Kehlau  |
| Dr. Major Rama Safti | Richard Burton | Horst Niendorf   |
| Thomas „Tom“ Ransome | Fred MacMurray | Heinz Drache     |
| Fern Simon           | Joan Caulfield | Margot Leonard   |
| Lord Albert Esketh   | Michael Rennie | Arnold Marquis   |
| Mrs. Simon           | Gladys Hurlbut | Alice Treff      |
| Mrs. Smiley          | Madge Kennedy  | Friedel Schuster |
| Mr. Adoani           | Carlo Rizzo    | Hans Hessling    |
| Rashid Ali Khan      | John Banner    | Eduard Wandrey   |

## Kritiken
„Die heftige Leidenschaft zwischen der Frau eines britischen Kolonialoffiziers und einem fortschrittlichen indischen Arzt findet durch die äußeren und inneren Erschütterungen einer Naturkatastrophe – Erdbeben, Überschwemmungen – ein vernunftbetontes Ende. Ein Ehebruchsdrama, das in streckenweise erlesener Bildkunst die fremdartige Landschaft beschreibt und äußerst effektvoll die Naturereignisse einfängt; in Handlungsführung und Darstellung vergleichsweise oberflächlich und theatralisch.“

## Produktionsnotizen
Das Szenenbild kam von Lyle R. Wheeler und Addison Hehr. Der Tonschnitt stammt von Harry M. Leonard und Alfred Bruzlin. Die Kostüme lieferte Travilla, die Bauten schufen Paul S. Fox und Walter M. Scott. Ben Nye sowie Helen Turpin zeichneten für Masken und Frisuren verantwortlich. Ray Kellogg hatte die Leitung über die Spezialeffekte. Die musikalische Leitung übernahm Lionel Newman. Geschrieben wurde der Soundtrack von Hugo Friedhofer. Drehorte des Films lagen in Pakistan.

## Auszeichnungen
- Bei der Oscarverleihung 1956 erhielt der Film eine Oscar-Nominierung für Twentieth Century Fox in der Kategorie Beste Visuelle Effekte.